# Thềm băng Larsen

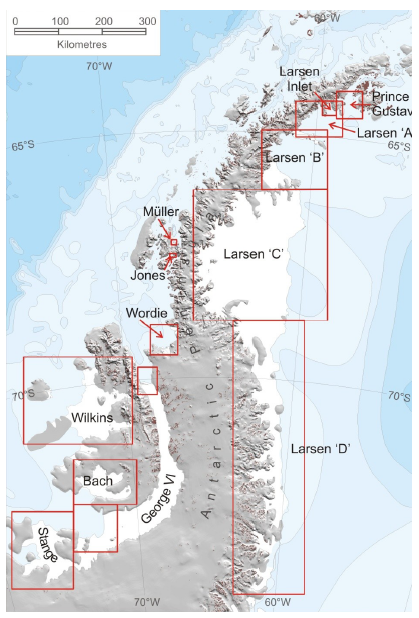
Các thềm băng Larsen Ice A, B, C, và D

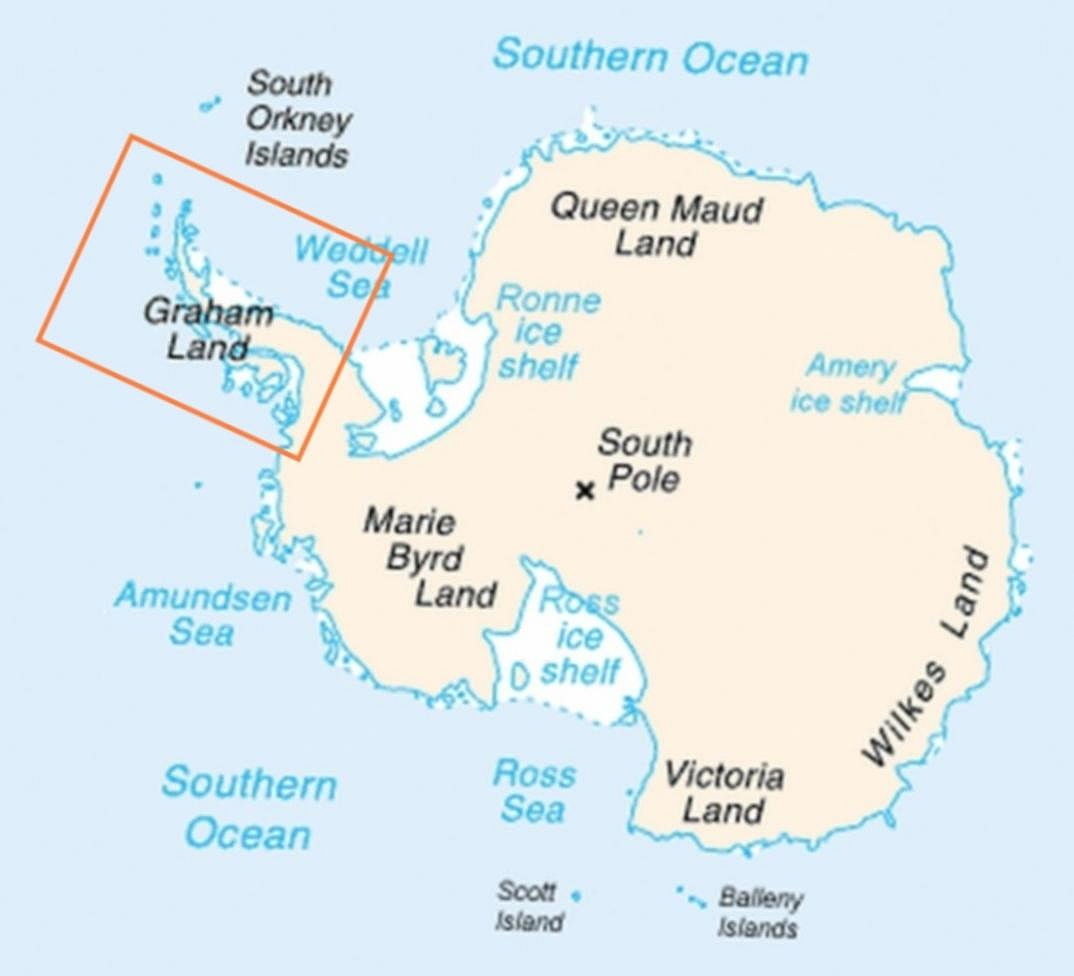
Vị trí của bán đảo Nam Cực trong Nam Cực

Thềm băng Larsen là một thềm băng dài nằm ở rìa ở phía tây bắc của biển Weddell, kéo dài dọc theo bờ biển phía đông của bán đảo Nam Cực từ mũi Longing tới khu vực phía nam của đảo Hearst. Nó được đặt tên theo tên của thuyền trưởng Carl Anton Larsen, chủ tàu săn cá voi Na Uy Jason, người đã chạy tàu dọc theo mặt băng đá tới tận 68°10' Nam trong tháng 12 năm 1893. Chi tiết hơn, thềm băng Larsen là một loạt các thềm chiếm (hoặc bị chiếm bởi) các bể vũng khác nhau dọc theo bờ biển. Từ bắc xuống nam, các phân đoạn được gọi là Larsen A (nhỏ nhất), Larsen B, và Larsen C (lớn nhất) bởi các nhà nghiên cứu làm việc trong khu vực. Xa hơn về phía nam, Larsen D và Larsen E, F và G còn nhỏ hơn nhiều cũng được đặt tên.
Sự tách ra của thềm băng từ giữa những năm 1990 đã được báo cáo rộng rãi, với sự tách ra của Larsen B vào năm 2002 đặc biệt gây ấn tượng. Một phần lớn thềm lục địa Larsen C đã tách ra trong tuần lễ bắt đầu từ ngày 10 tháng 7 năm 2017.

## Thềm băng
Sự sụp đổ của Larsen B đã cho thấy một hệ sinh thái hóa học phát triển mạnh 800 m (nửa dặm) dưới đáy biển. Phát hiện này là vô tình. Các nhà khoa học của Chương trình Nam Cực Hoa Kỳ đang ở phía tây bắc của biển Weddell điều tra hồ trầm tích ở một tấm băng sâu gấp hai lần Texas. Metan và hydrogen sulfide liên quan đến các lỗ phun lạnh được nghi ngờ là nguồn năng lượng hóa học cung cấp năng lượng cho hệ sinh thái. Khu vực này đã được bảo vệ bởi lớp băng phủ trên từ các mảnh vụn và trầm tích đang được xây dựng trên những tấm thảm vi sinh vật trắng sau khi vỡ lớp băng. Ngao được quan sát tập trung về lỗ phun.

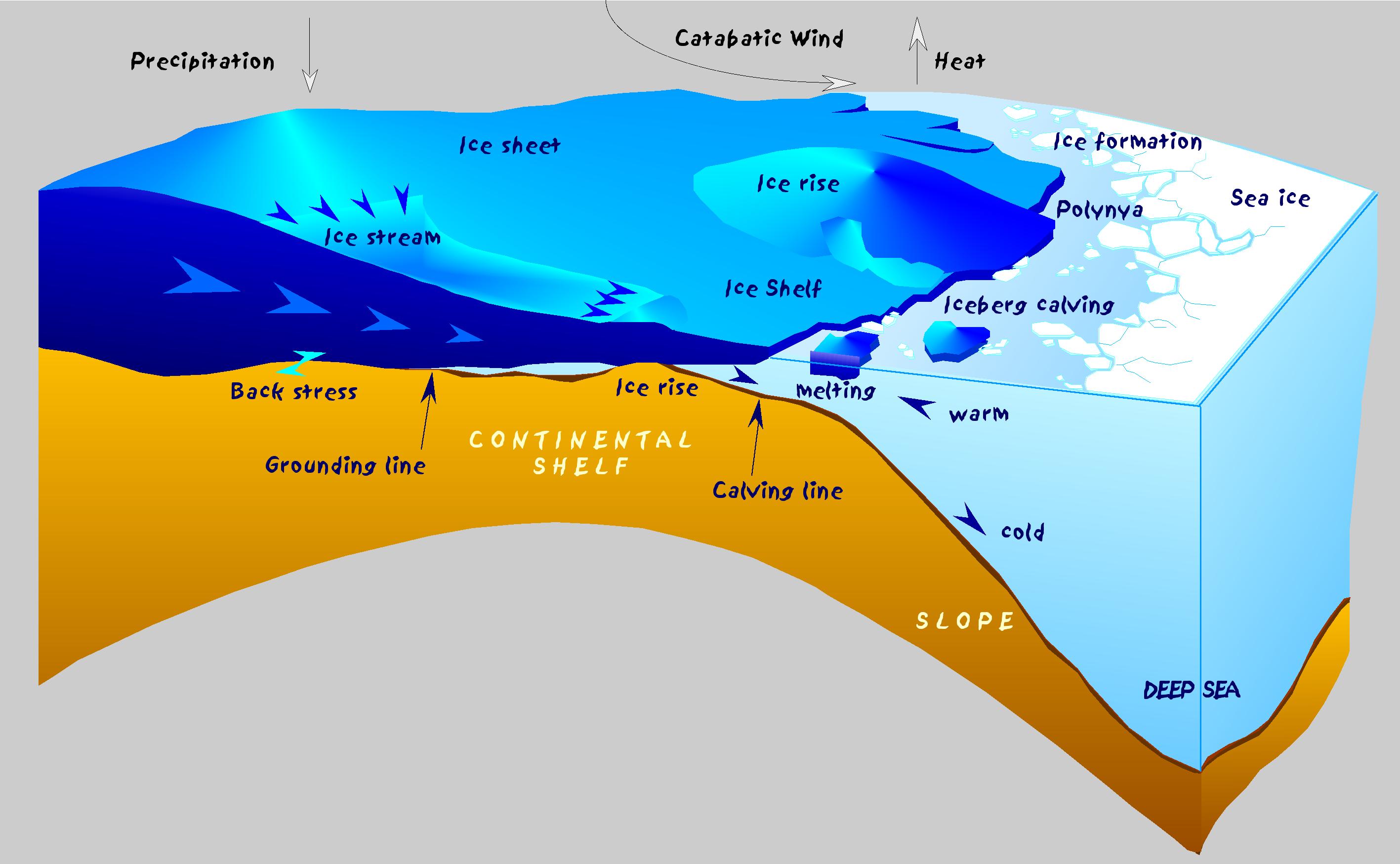
Các quá trình xung quanh một thềm băng ở Nam Cực

Các nghiên cứu chỉ ra rằng vùng Larsen A trước đây thuộc nơi cực bắc và nằm ngay bên ngoài Vành Nam Cực, trước đây đã bị phá vỡ ở giữa gian băng ngày nay đã được tạo lại chỉ mới khoảng 4.000 năm. Ngược lại, Larsen B cũ đã ổn định trong ít nhất 10.000 năm. Băng trên thềm băng được tạo mới với thời gian ngắn hơn nhiều và thời kỳ băng hà tối đa trên kệ hàng ngày hiện nay chỉ cách đây 200 năm. Tốc độ của sông băng Crane tăng gấp ba lần sau khi sự sụp đổ của Larsen B và điều này có thể là do việc loại bỏ hiệu ứng chống đỡ của thềm băng. Dữ liệu thu thập được trong năm 2007 của một nhóm các nhà điều tra quốc tế thông qua các phép đo radar dựa trên vệ tinh cho thấy sự cân bằng khối lượng băng rộng ở Nam Cực đang ngày càng tiêu cực..

## Sự tách ra

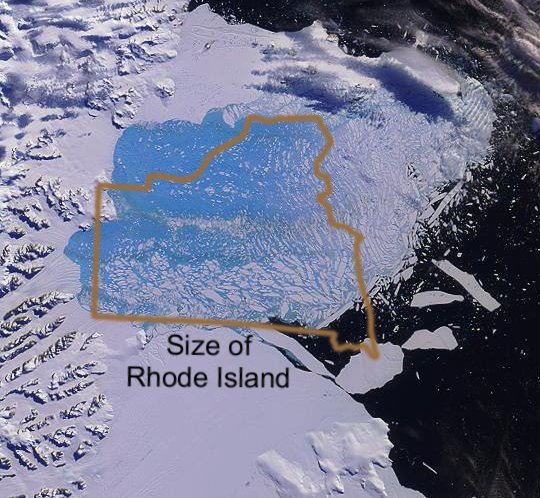
Hình ảnh của Thềm băng Larsen B bị sụp đổ và so sánh diện tích của nó ngang với bang Rhode Island của Hoa Kỳ.

Sự kiện tách ra của Larsen không bình thường theo các tiêu chuẩn trong quá khứ. Thông thường, các thềm băng bị mất khối lượng khi băng vỡ ra và do nóng chảy ở bề mặt trên và dưới. Các sự kiện tan rã đã được liên kết với tờ The Independent năm 2005 với sự nóng lên của khí hậu đang diễn ra ở bán đảo Nam Cực, khoảng 0.5 độ C (0.9 độ F) mỗi thập kỷ kể từ cuối những năm 1940. Theo một bài báo đăng trên Tạp chí Khí hậu năm 2006, bán đảo tại ga Faraday ấm lên từ 2,94 độ C (5,3 độ F) từ năm 1951 đến năm 2004, nhanh hơn cả Nam Cực một cách nhanh chóng và nhanh hơn xu thế toàn cầu; Sự ấm lên cục bộ này là do sự nóng lên toàn cầu do con người gây ra, thông qua việc tăng cường các luồng gió quanh Nam Cực. Một khi sự tan rã của ba tiểu thềm băng Larsen A, B và C đã hoàn tất, Kiểu Larsen Ice Knife khổng lồ được nhìn thấy vào năm 1893 bởi Carl Anton Larsen và phi hành đoàn của ông trên chiếc Jason sẽ không còn nữa - ít hơn một thế kỷ rưỡi sau khi phát hiện ra nó.

### Larsen A
Thềm băng Larsen A bị tan rã vào tháng 1 năm 1995.

### Larsen B

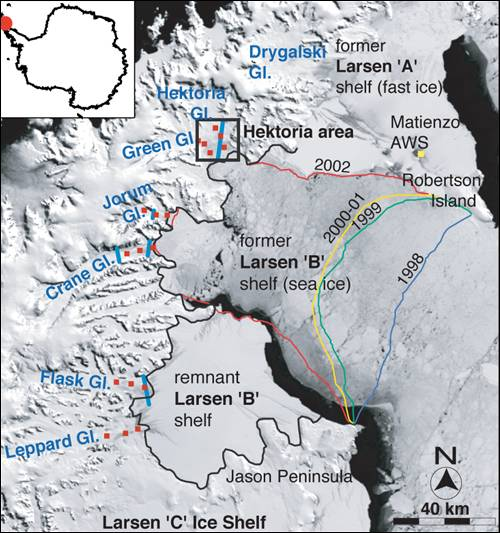
Sự sụp đổ của Larsen B, cho thấy mức độ giảm dần của kệ từ năm 1998 đến năm 2002.

Từ ngày 31 tháng 1 năm 2002 đến tháng 3 năm 2002, ngành Larsen B sụp đổ một phần và các bộ phận băng tách ra có diện tích 3.250 km2 (1.250 dặm vuông Anh) băng dày 220 m (720 ft), một khu vực có thể so sánh với bang Rhode Island. của Hoa Kỳ. Vào năm 2015, một nghiên cứu kết luận rằng lớp băng còn lại của Larsen B sẽ tan rã vào năm 2020, dựa trên các quan sát về dòng chảy nhanh hơn và sự mỏng đi nhanh chóng của các sông băng trong khu vực.
Larsen B ổn định trong ít nhất 10.000 năm, chủ yếu là toàn bộ thời kỳ Holocene kể từ thời kỳ băng hà cuối. Ngược lại, Larsen A đã vắng mặt trong một phần đáng kể của thời kỳ đó, cải cách cách đây khoảng 4.000 năm.
Bất kể tuổi tác lớn của nó, Larsen B rõ ràng gặp rắc rối vào thời điểm sụp đổ. Với những dòng khí ấm đang ăn đi dưới đáy, nó đã trở thành "điểm nóng của sự nóng lên toàn cầu". Nó đã phá vỡ trong một khoảng thời gian ba tuần hoặc ít hơn, với một yếu tố trong sự phân chia nhanh này là những ảnh hưởng mạnh mẽ của nước; Ao của nước tan được hình thành trên bề mặt trong thời gian gần 24 giờ của ánh sáng ban ngày vào mùa hè, sau đó nước chảy xuống các vết nứt và, hoạt động như một nêm nêm, đẩy thềm băng ra. 
ess-date=ngày 21 tháng 10 năm 2016}}</ref> Các yếu tố có khả năng khác trong sự tan vỡ là đại dương cao hơn và sự suy giảm của băng bán đảo.

### Larsen C

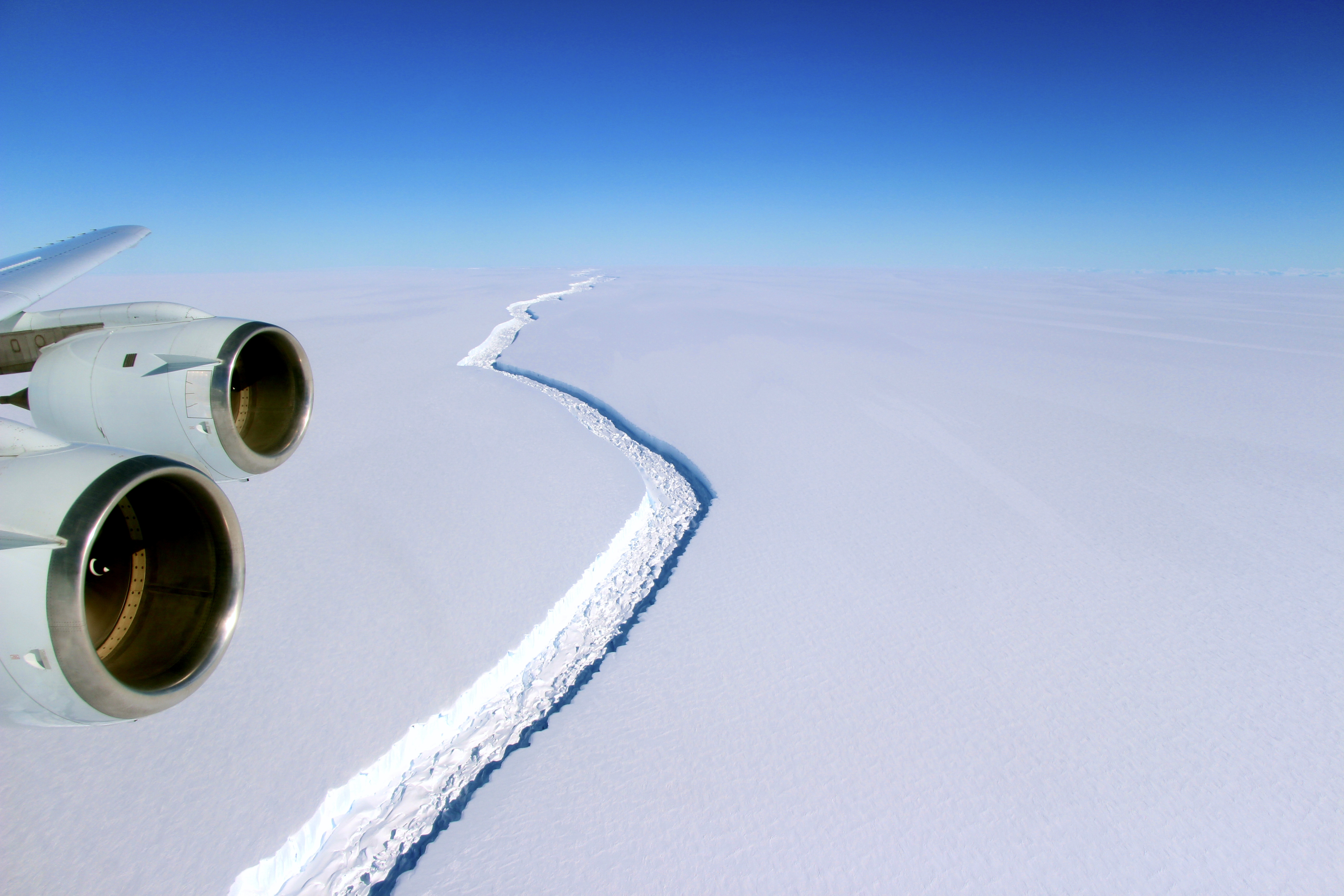
Sự rạn nứt năm 2016 ở Larsen C, khung cảnh rộng

Các tương tác kệ băng.

Đến thời điểm tháng 7 năm 2017, Larsen C là thềm băng lớn thứ tư ở Nam Cực, với diện tích khoảng 44,200 km2 (17,066 dặm vuông Anh), Gần bằng Đan Mạch hoặc Thụy Sĩ.
Năm 2004, một báo cáo kết luận rằng mặc dù khu vực Larsen C còn lại có vẻ tương đối ổn định, sự ấm lên tiếp tục có thể dẫn đến sự tan rã của nó trong thập niên tiếp theo.
Các báo cáo tin tức vào giữa năm 2016 cho thấy quá trình này đã bắt đầu. Vào ngày 10 tháng 11 năm 2016, các nhà khoa học đã chụp ảnh được vết nứt đang phát triển dọc theo thềm băng Larsen C  cho thấy nó dài khoảng 110 km (68 mi) với chiều rộng hơn 91 m (299 ft) và chiều sâu 500 m (1.600 ft). Đến tháng 12 năm 2016, vết rạn nứt đã kéo dài thêm 21 km (13 dặm) đến mức chỉ còn lại 20 km (12 dặm) của băng không bị vỡ và sự sinh đẻ được coi là chắc chắn vào năm 2017. Điều này đã được dự đoán sẽ gây ra sự sụp đổ giữa chín đến mười hai phần trăm của kệ băng, 6.000 km2 (2.300 dặm vuông), một khu vực lớn hơn bang Delaware của Hoa Kỳ [19]. Đoạn bê được dự đoán là dày 350 m (1.150 ft) dày và có diện tích khoảng 5.000 km2 (1900 dặm vuông) Nếu tảng băng trôi lấp lánh không vỡ thành từng miếng, nó sẽ là một trong những tảng băng trôi lớn nhất từng được ghi lại.
Vào ngày 1 tháng 5 năm 2017, các thành viên của MIDAS cho biết, hình ảnh vệ tinh cho thấy một vết nứt mới, dài khoảng 15 km (9 dặm), tách nhánh chính ra khoảng 10 km (6 dặm) sau mũi trước, tiến về phía mặt băng. Các nhà khoa học ở Đại học Swansea ở Anh cho biết vết nứt kéo dài 18 km (11 dặm) từ 25 tháng 5 đến 31 tháng 5 và rằng dưới 13 km (8 dặm) băng là tất cả những gì ngăn cản sự hình thành một tảng băng trôi khổng lồ. Adrian Luckman và Martin O'Leary đã viết trong một bài đăng trên blog Impact of Melt on Ice Shelf Dynamics and Stability project, or MIDAS.. "Những vết rạn nứt xuất hiện cũng đã chuyển hướng sang phía trước băng, cho thấy thời gian sinh bê có thể rất gần", Adrian Luckman và Martin O'Leary Và dự án ổn định, hoặc MIDAS. "Có rất ít để ngăn chặn tảng băng trôi khỏi phá vỡ hoàn toàn." Dải băng rộng hơn của kệ băng Larsen C nằm phía sau tảng băng trôi lấp lánh "sẽ ít ổn định hơn so với trước khi có ranh giới" và có thể nhanh chóng tan rã giống như một thềm lục địa lân cận đã làm trong năm 2002.
Vào tháng 6 năm 2017, tốc độ của tảng băng trôi gần của Larsen C đã được quan sát thấy đang gia tăng, với đầu phía đông di chuyển ở 10 mét (33 ft) mỗi ngày ra khỏi thềm chính. Theo báo cáo của các nhà nghiên cứu MIDAS dự án trên trang web của họ: "Trong một dấu hiệu khác cho thấy rằng việc sinh bê băng trôi sắp xảy ra, phần băng sớm sớm để lớp băng Larsen C tăng gấp ba lần với tốc độ hơn 10 mét mỗi ngày giữa 24 và 27 tháng 6 năm 2017. Các tảng băng trôi vẫn gắn liền với kệ băng, nhưng kết thúc bên ngoài của nó đang di chuyển ở tốc độ cao nhất từng được ghi trên thềm băng này. "
Vào ngày 7 tháng 7, báo cáo của dự án MIDAS cho biết: "Dữ liệu mới nhất từ ngày 6 tháng 7 cho thấy, trong việc giải phóng các căng thẳng đã được xây dựng, vết rạn nứt nhánh nhiều lần. Sử dụng dữ liệu từ vệ tinh Sentinel-1 của ESA, chúng ta có thể thấy rằng có nhiều lời khuyên rạn nứt tại trong vòng 5 km (3,10 dặm) của cạnh băng. Chúng tôi hy vọng rằng những rạn nứt sẽ dẫn đến sự hình thành của nhiều tảng băng nhỏ hơn. "

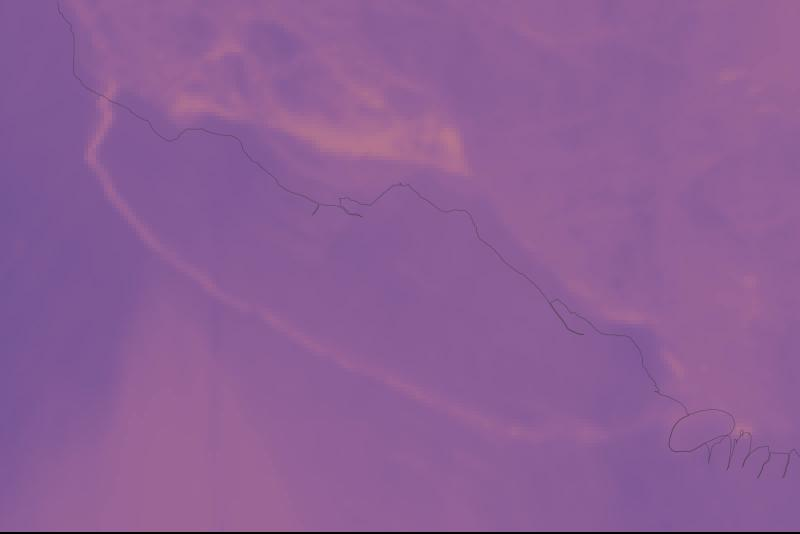
Hình ảnh từ Aqua MODIS của NASA cho thấy sự phá vỡ hoàn toàn thềm băng từ ngày 12 tháng 7 năm 2017

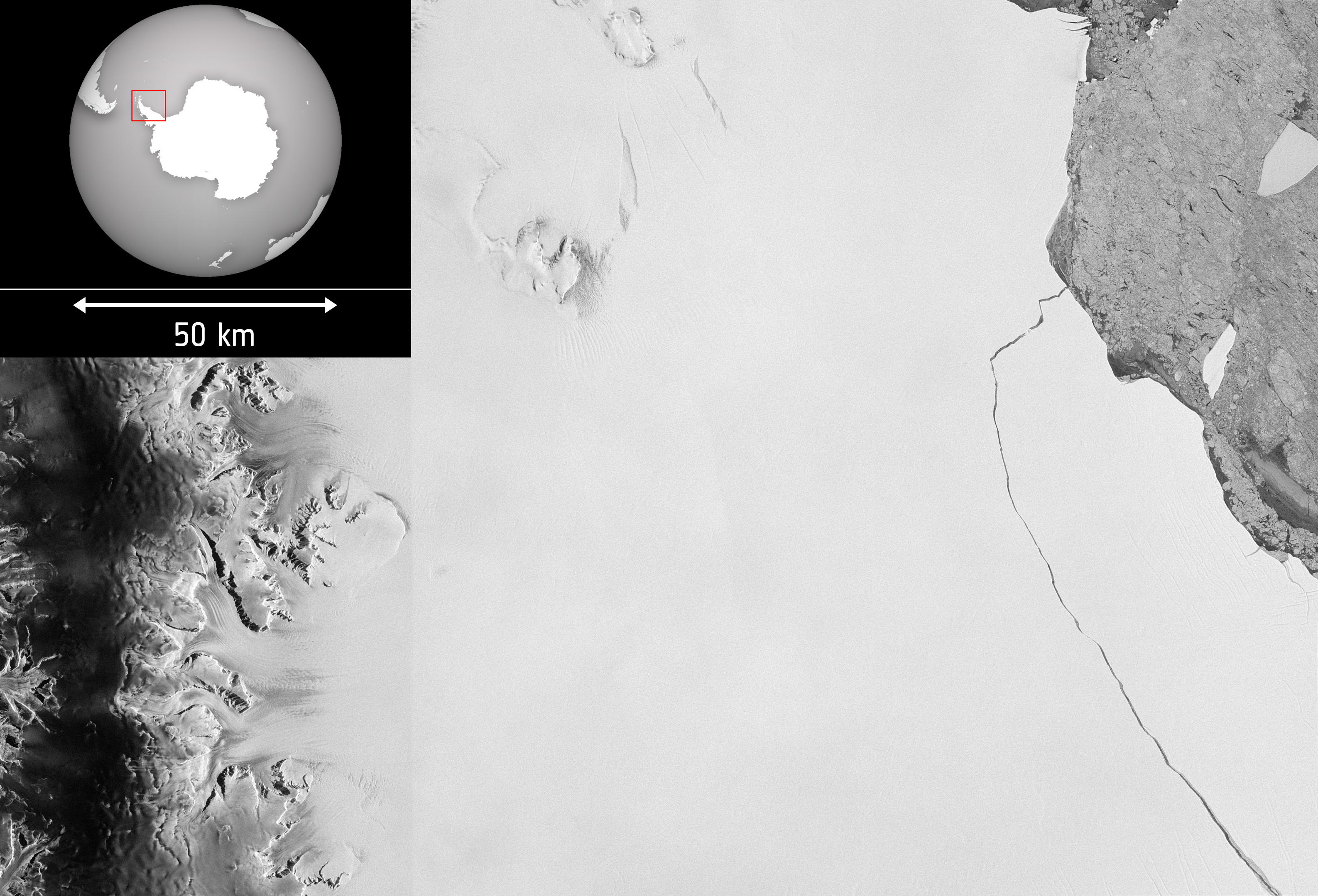
Ảnh chụp từ Sentinel-1B của ESA chụp vào ngày 12 tháng 7 năm 2017, cho thấy sự phá vỡ hoàn toàn

Vào ngày 12 tháng 7 năm 2017, Dự án MIDAS đã thông báo rằng một phần lớn 5.800 cây số vuông (2.200 sqm) của Larsen C đã bị phá vỡ từ đất liền vào khoảng 10 đến 12 tháng 7. Tảng băng trôi nặng hơn một nghìn tỷ tấn  và dày hơn 200 m (700 ft) [34] Bước đột phá cuối cùng đã được phát hiện trong dữ liệu từ công cụ vệ tinh Aqua MODIS của NASA, hình ảnh trong hồng ngoại nhiệt ở độ phân giải 1 kilomet (0.62 dặm) và được xác nhận bởi dụng cụ Suomi VIIRS của NASA. Tảng tảng băng trôi không phải là mối nguy hiểm trực tiếp đối với vận chuyển, nhưng nó có thể đe dọa nếu nó di chuyển về phía bắc một cách đáng kể.
Do thềm băng trôi nổi, sự tách ra của nó khỏi Nam Cực có thể không ảnh hưởng đến mực nước biển toàn cầu. Tuy nhiên, một số sông băng trôi lên nó từ những vùng đất phía sau kệ băng, và bây giờ có thể chảy nhanh hơn do sự mất hỗ trợ từ kệ băng. Nếu tất cả băng của phân đoạn Larsen C hiện đang còn tồn tại bị tan vào biển, người ta ước tính rằng nước biển toàn cầu sẽ tăng 10 cm (4 in).

### Larsen D
Thềm băng Larsen D nằm giữa Bán đảo Smith ở phía nam và Gipps Ice Rise ở phía bắc. Nó được coi là nói chung ổn định. Khoảng năm mươi năm qua, nó đã tiến lên nơi các giá băng khác George VI, Bạch, Stange, và Larsen C đã rút lui. Tuy nhiên, mức tăng này tương đối nhỏ so với mức tan đi. Cuộc khảo sát gần đây nhất của Larsen D đo nó ở mức 22.600 km2. Có băng nhanh dọc theo mặt trước toàn bộ. Điều này làm cho nó khó giải thích mặt trận băng bởi vì băng biển bán vĩnh cửu thay đổi về độ dày và có thể gần như không thể phân biệt được với băng tầng.